# سایوز تی‌ام‌ای-۴ام
سایوز-تی‌ام‌ای-۴ام (به روسی: Союз )(به معنای اتحاد) یک مأموریت سرنشین دار سازمان ملی فضانوردی روسیه به سمت ایستگاه فضایی بین‌المللی محسوب می‌شود.

همچنین فضاپیمای این مأموریت وظیفه ارسال و بازگرداندن تعدادی از فضانوردان گروه اعزامی ۳۱ و گروه اعزامی ۳۲ را نیز بر عهده داشت.

## خدمه مأموریت
| نام            | ملیت                | تعداد پرواز | نقش عملیاتی | تصویر |
| گنادی پادالکا  | روسیه               | ۴           | فرمانده     |       |
| سرگی روین      | روسیه               | ۱           | مهندس پرواز |       |
| جوزف ام. آکابا | ایالات متحده آمریکا | ۲           | مهندس پرواز |       |

## نگارخانه

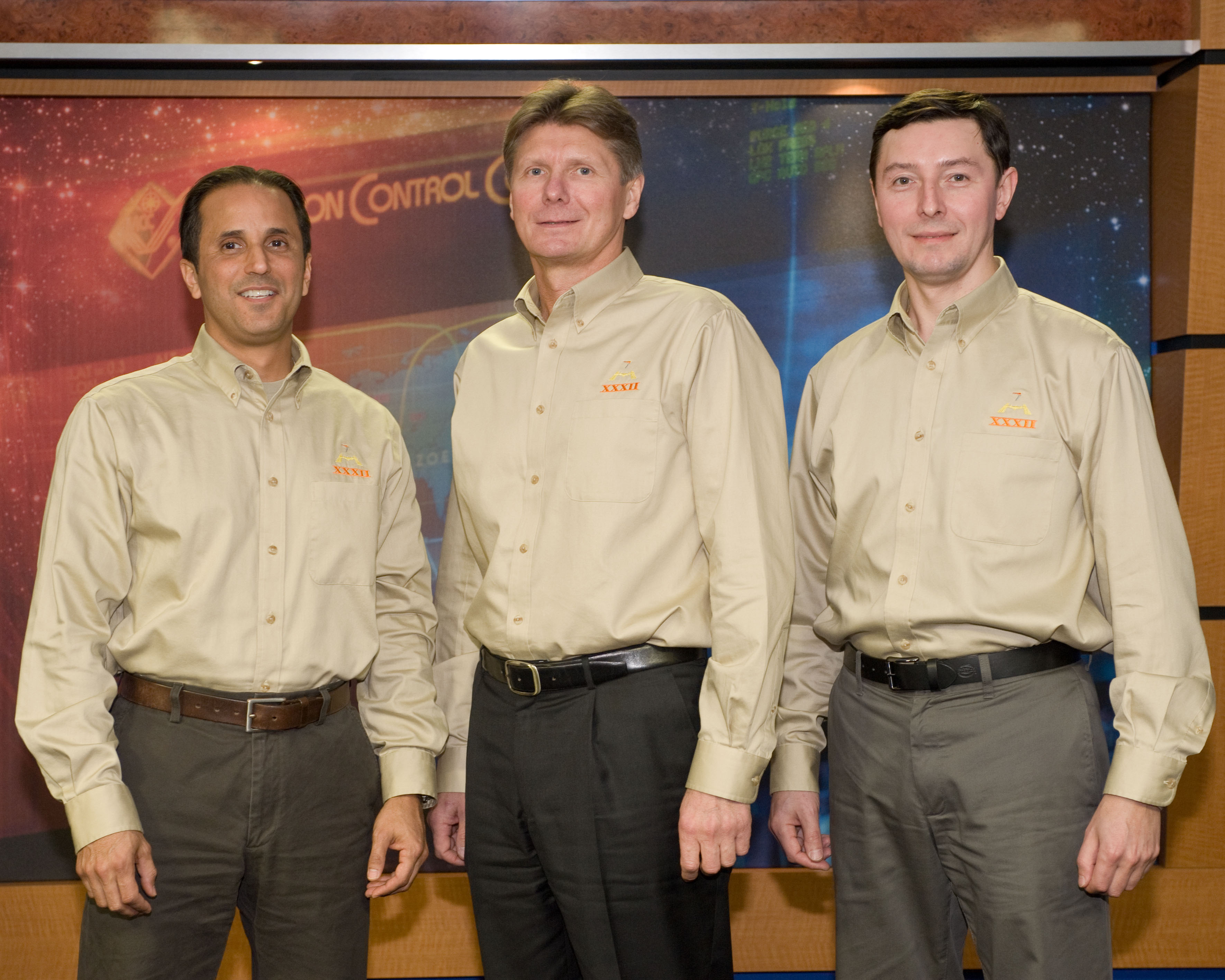
فضانوردان اصلی تی‌ام‌ای-۴ام
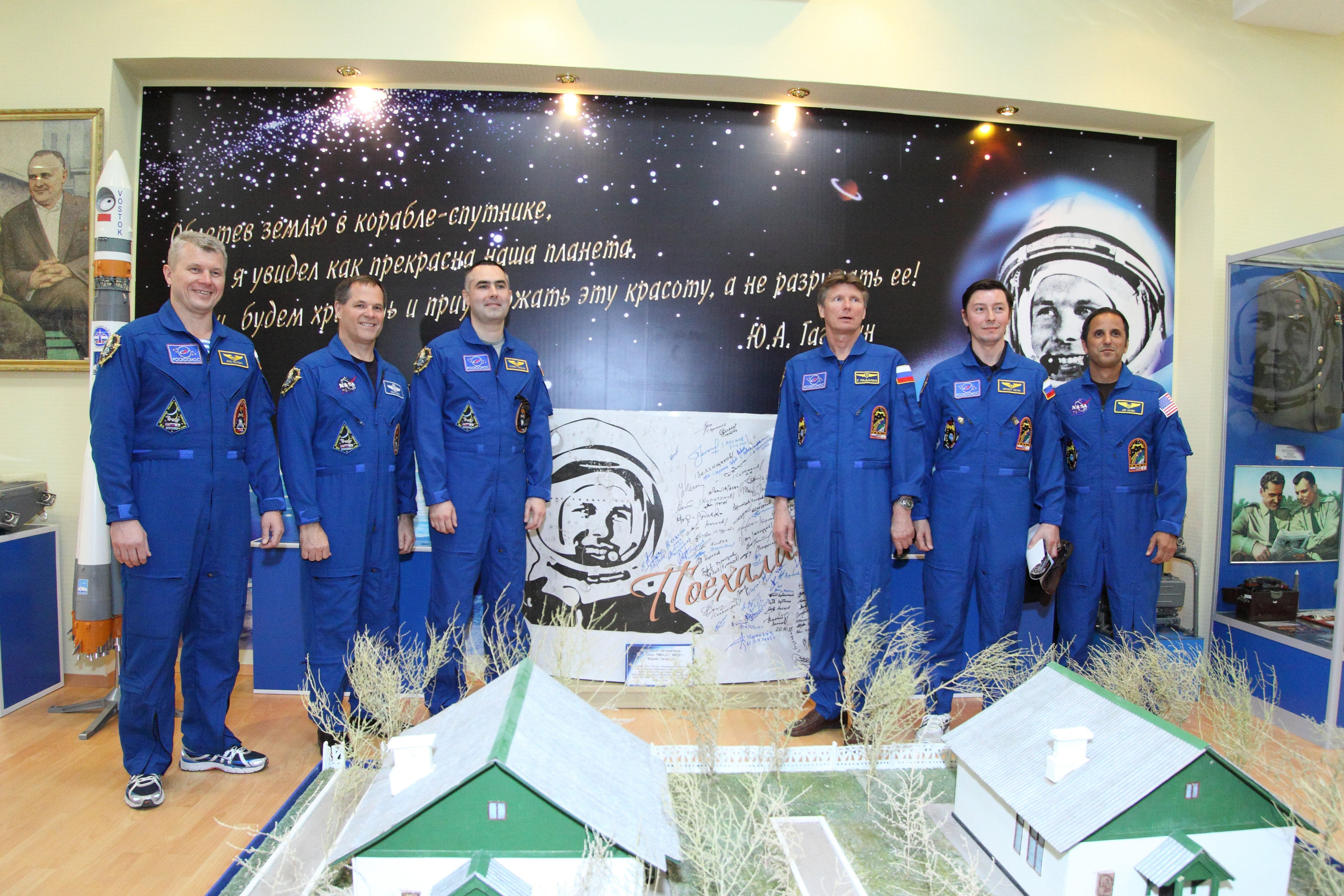
فضانوردان اصلی و پشتیبان تی‌ام‌ای-۴ام
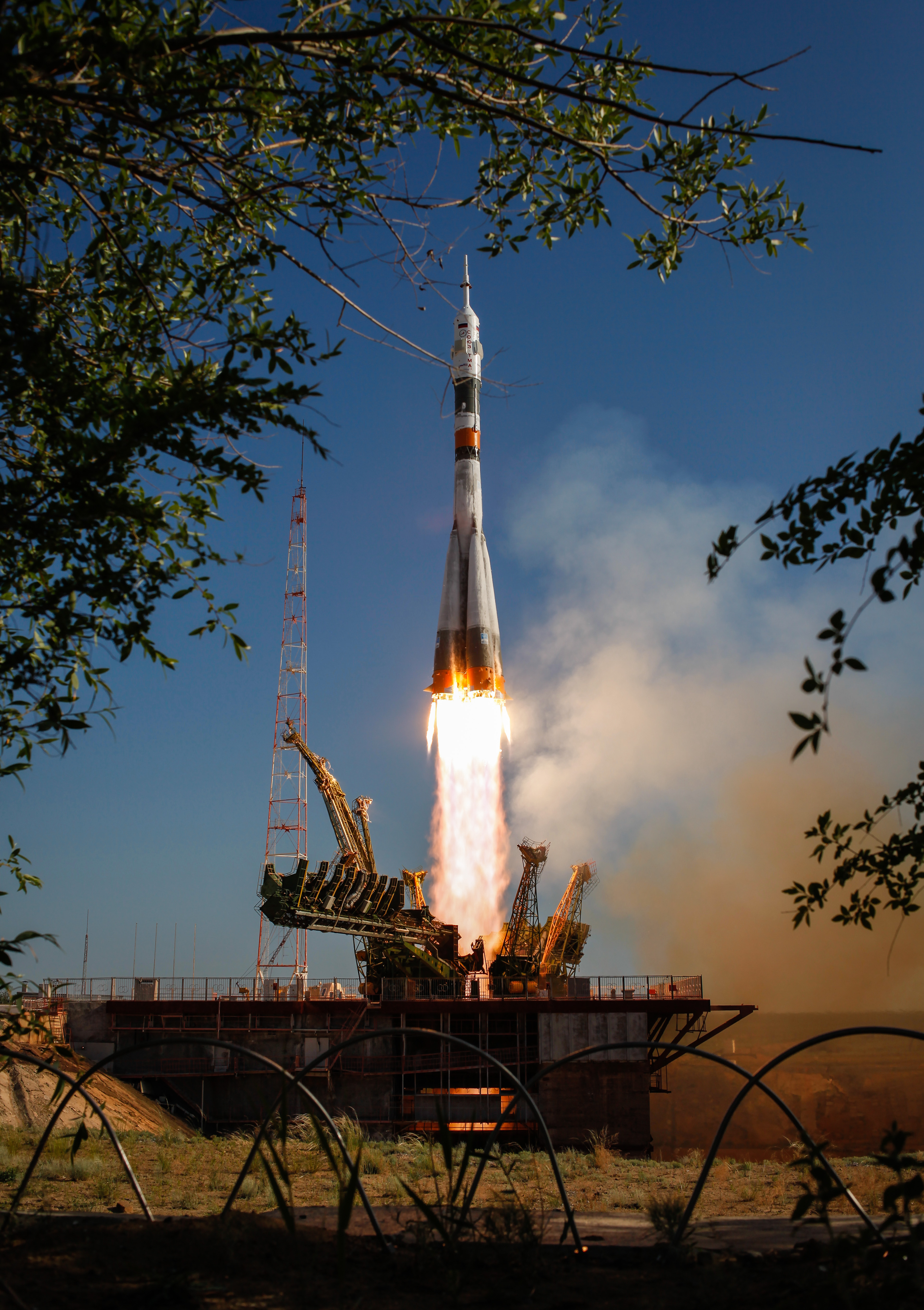
پرتاب تی‌ام‌ای-۴ام
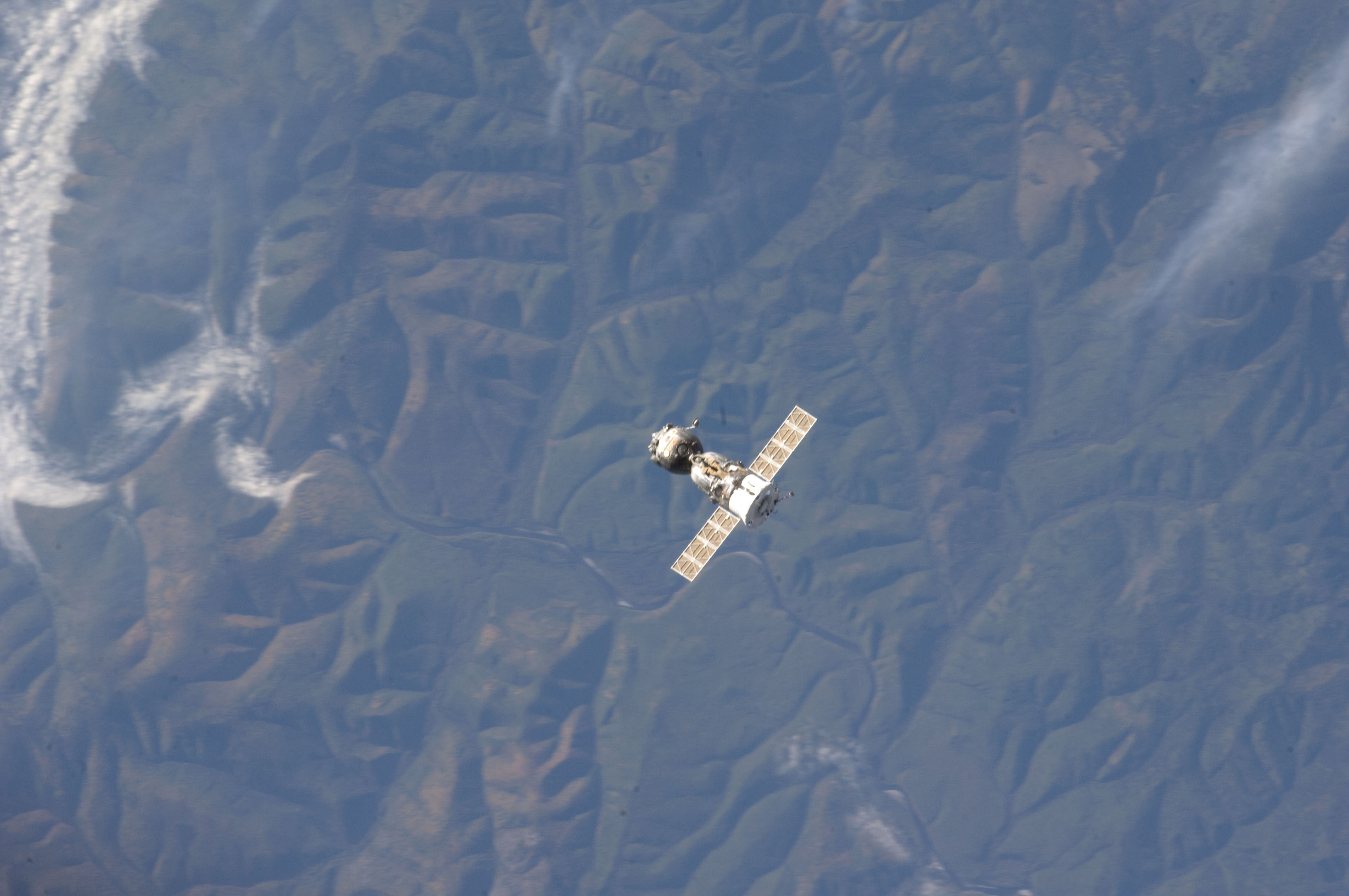
تی‌ام‌ای-۴ام در راه بازگشت به زمین
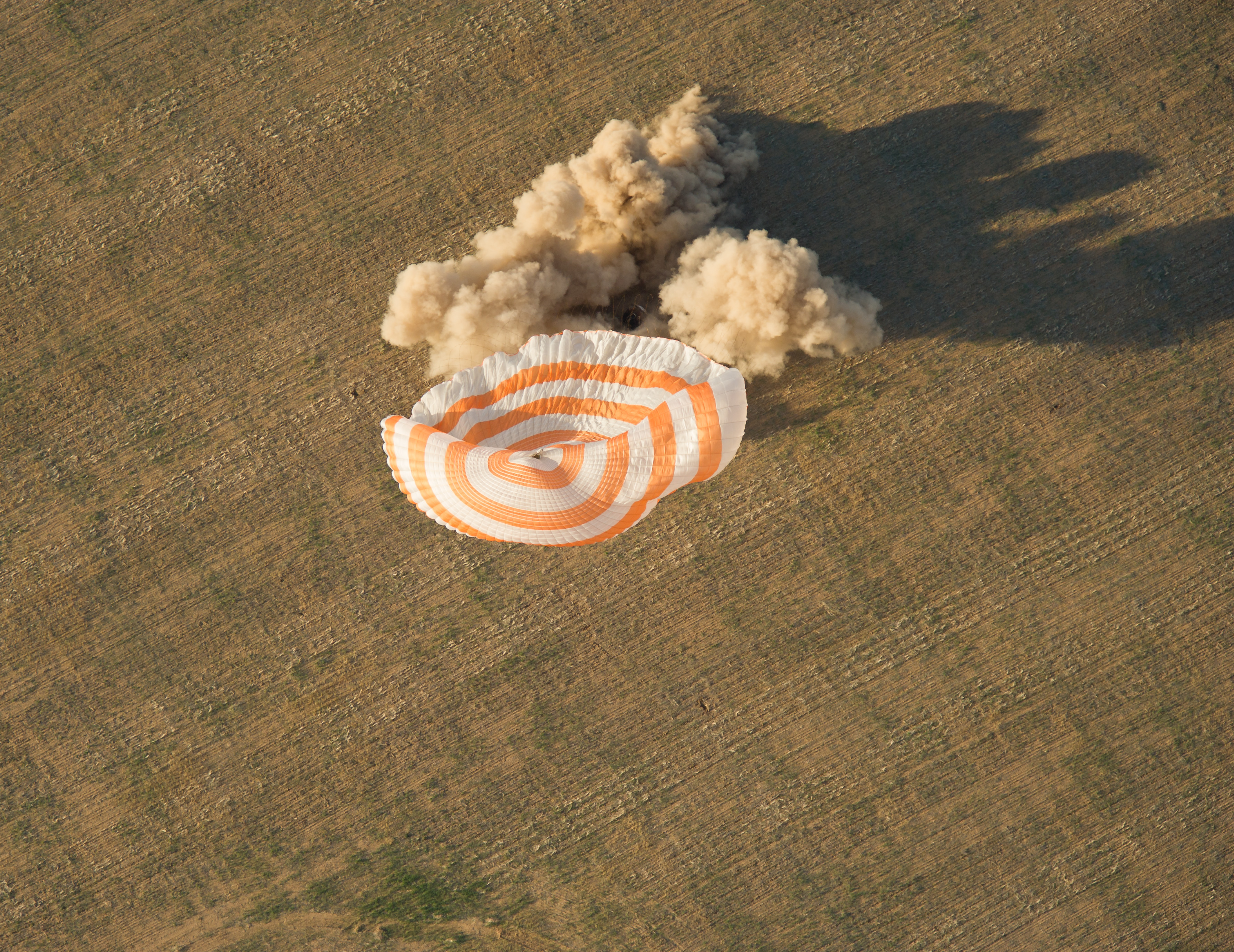
فرود تی‌ام‌ای-۴ام
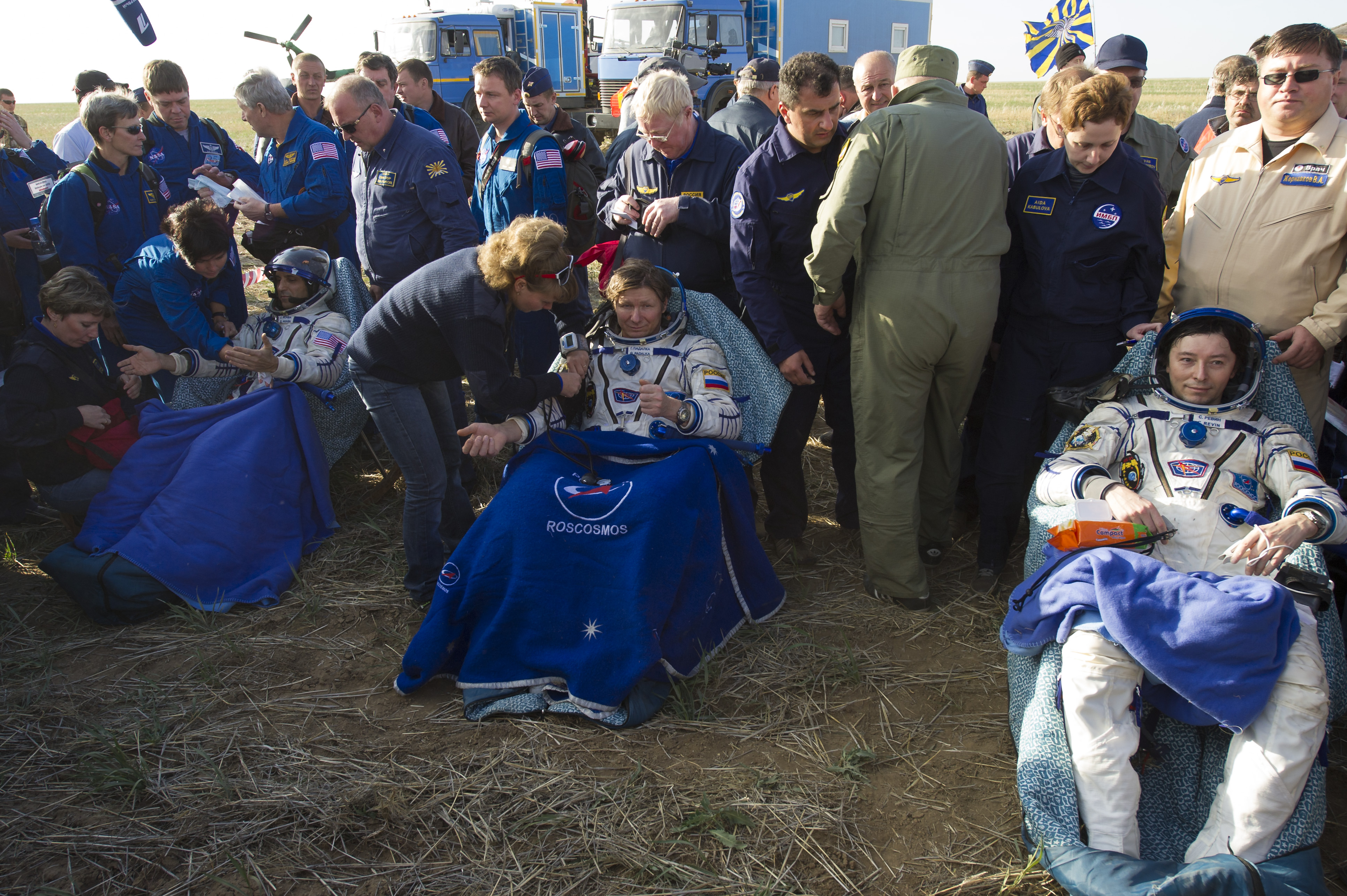
فضانوردان تی‌ام‌ای-۴ام پس از فرود